# Cichla monoculus
El tucunaré (Cichla monoculus) es una especie de peces de la familia Cichlidae en el orden de los Perciformes.

## Morfología
Los machos pueden llegar alcanzar los 70 cm de longitud total y los 9 kg de peso.

## Distribución geográfica
Se encuentran en Sudamérica: cuenca del río Amazonas (Perú, Colombia y Brasil ).